# Lycocerus insulsus
Lycocerus insulsus is een keversoort uit de familie soldaatjes (Cantharidae). De wetenschappelijke naam van de soort werd in 1878 gepubliceerd door Edgar von Harold.